# Ulrich von Federspiel

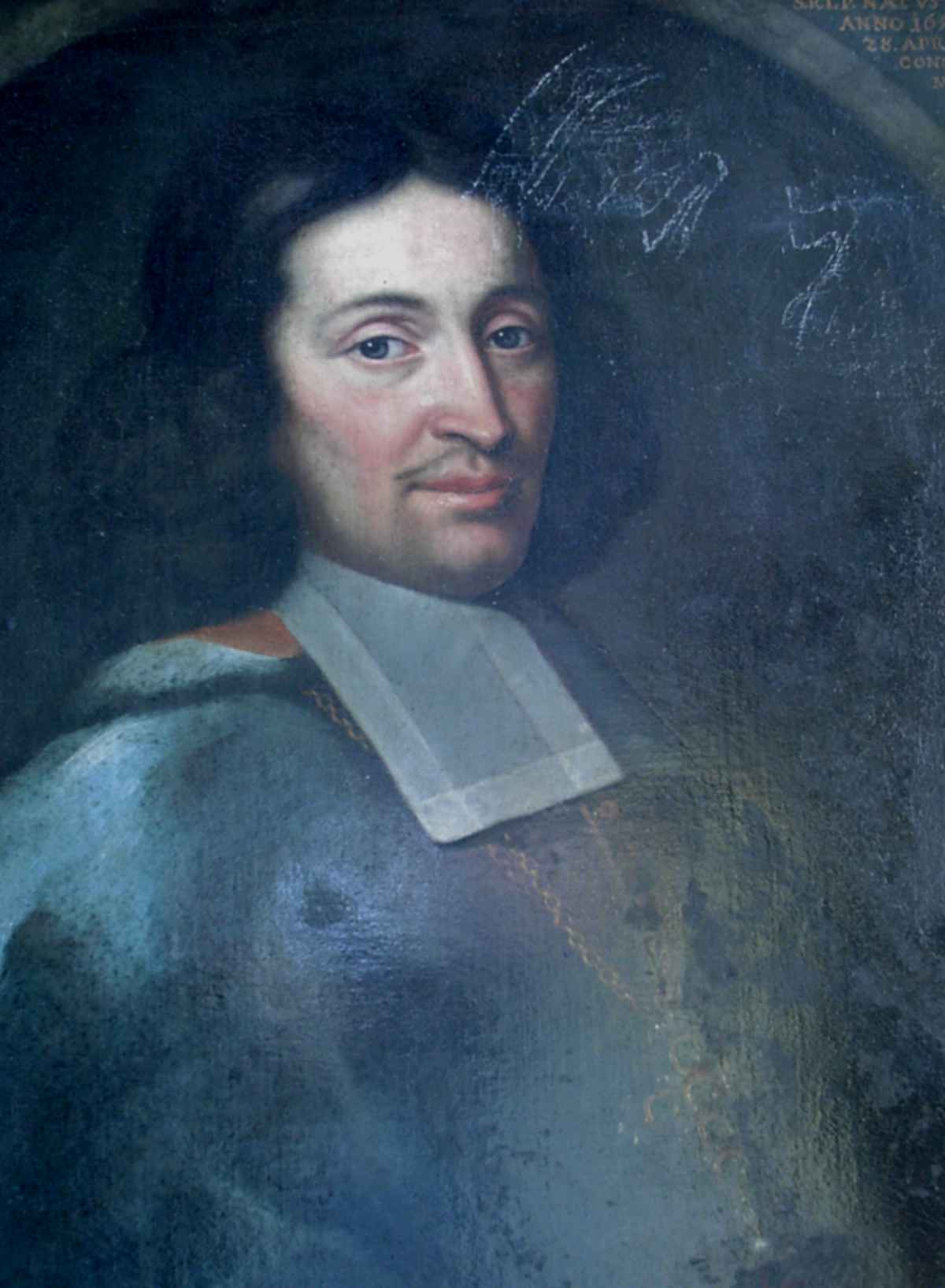
Ulrich von Federspiel (1657–1728) Fürstbischof von Chur 1692–1728

Ulrich von Federspiel (* 7. Mai 1657 in Domat/Ems; † 11. Oktober 1728 in Chur) war römisch-katholischer Bischof des Bistums Chur.

## Familie
Dienstleute und Edelknechte im Bündner Land sollen die Federspiel gewesen sein. In einer Urkunde im Kloster Disentis wird 1283 ein Heinrich von Väderspill genannt. Nachweise über die Familie gibt es nicht, da die Kirchenbücher von Domat 1776 durch Brand vernichtet wurden. Pankraz Federspiel, Landammann (Bürgermeister) der Herrschaft Rhäzüns war der Vater von Johann Federspiel und Grossvater von Ulrich Federspiel, dessen Bruder war Luzius Rudolf Federspiel Freiherr zu Lichtenegg in Mals bei Meran. Sein Sohn Johann Baptist Anton von Federspiel war von 1755 bis 1777 Fürstbischof von Chur. Mitte des 19. Jahrhunderts starb die freiherrliche Linie im Mannesstamme aus.

## Leben
Ulrich Federspiel, war der Sohn des Johann Federspiel, Landammann (Bürgermeister) der Herrschaft Rhäzüns, Amtmann der Benediktinerabtei Pfäfers und dessen Ehefrau Maria de Mont, sie war die Schwester des Churer Bischofs Ulrich de Mont. Von 1669 bis 1674 studierte er am Jesuitenkolleg in Feldkirch und ab 1678 an der Universität Dillingen an der Donau. Am 28. März 1682 empfing er durch seinen Onkel und Taufpaten in der Kathedrale „Mariä Himmelfahrt“ in Chur die Priesterweihe. Dieser ernannte ihn auch zum Domherr und Kanzler.
Am 28. April 1692 wählte das Domkapitel von Chur unter Vorsitz des Apostolischen Nutius in der Schweiz, Marcello d’Aste, Ulrich Federspiel zum neuen Bischof von Chur. Papst Innozenz XII. bestätigte diese Wahl am 1. Dezember 1692, was sein Gegenkandidat, Generalvikar Franz Rudolf von Salis-Zizers, erfolglos zu verhindern suchte. Die Bischofsweihe spendete ihm am 1. März 1693 im Dom zu Chur der Nuntius, Erzbischof Marcello d’Aste. 1695 erhielt er von Kaiser Leopold I. die Reichsregalien.
1702 erhob ihn der Kaiser in den Freiherrnstand. Bischof Ulrich von Federspiel verkaufte 1701 die Herrschaft Grossenengstingen auch Churengstingen genannt an das Kloster Zwiefalten. Konfessionelle Spannungen gab es um 1693 in der Gemeinde Ilanz; in einem Schiedsgericht, dem sich der Bischof 1701 stellte, wurde den Protestanten in Ilanz freie Religionsausübung zugesichert. Abt Adalbert Rauscher inkorporierte 1689 das Prämonstratenserkloster St. Luzi in Chur, dort lebten nur noch zwei Kanoniker im Kloster Roggenburg. Bischof Federspiel wollte dies nicht hinnehmen und forderte im November 1712 den Nuntius auf, einen neuen Abt für St. Luzi einzusetzen und mit Kanonikern (Chorherren) aus anderen Niederlassungen zu besetzen, oder die Umwandlung der Abtei in ein Diözesanseminar. Da das Provinzialkapitel der Prämonstratenser an dem Zusammenschluss von St. Luzi und Roggenburg festhielt und keinen neuen Abt wählte, erklärte der Heilige Stuhl die Inkorporation für ungültig (ohne päpstliche Einwilligung zustande gekommen) und bestimmt am 16. Juni 1717 den bisherigen Prior-Administrator Milo Rieger zum Abt von St. Luzi und bestätigte so die Selbstständigkeit des Stadtklosters. 1719, nach einem Streit zwischen Klerus und dem Fürst in Liechtenstein, verhängte Bischof Ulrich VII. das Interdikt über das Schloss Vaduz. 1723 verteidigte er vergeblich die bischöfliche Gerichtsbarkeit gegenüber der Stadt Chur.
1728 bot er Kaiser Karl VI. die bischöflichen Hoheitsrechte im Val Müstair zum Kauf an. Er starb unerwartet am 11. Oktober 1728, während der Verhandlungen, und wurde in der Krypta der Kathedrale St. Mariä Himmelfahrt in Chur beigesetzt.

## Bischofswappen

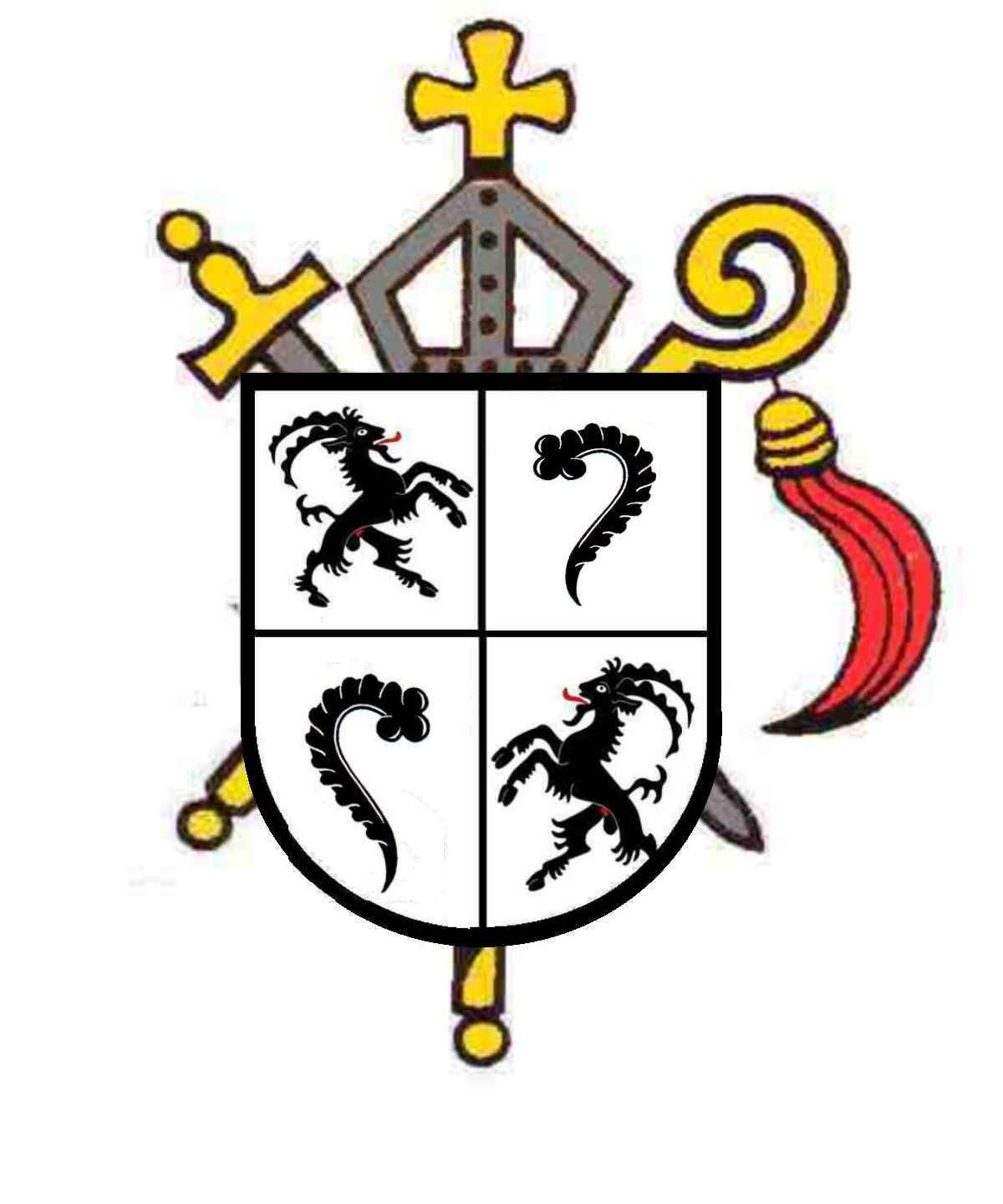
Wappen des Fürstbischofs Ulrich VII. von Federspiel

Der Wappenschild des Bischofs viergeteilt zeigt in Feld 1 und 4 auf weiss/silbernem Grund einen schwarzen Alpensteinbock, rechts/links gestellt, das Wappen des Fürstbistums Chur (Gotteshausbund); in Feld 2 und 3 das Familienwappen Federspiel ebenfalls rechts/links gestellt. Mitra, Bischofsstab und Schwert, die Insignien geistlicher und weltlicher Macht, umrahmen den Wappenschild.